# Les Fesses à l'air
Pour plus de détails, voir Fiche technique et Distribution.
Les Fesses à l'air (So Fine) est un film américain réalisé par Andrew Bergman sorti en 1981. 

## Synopsis
Un homme est trompé par sa femme, qui s'est laissée séduire par un jeune professeur. 

## Fiche technique
- Titre original : So Fine
- Titre français : Les Fesses à l'air
- Réalisation : Andrew Bergman
- Scénario : Andrew Bergman
- Musique : Ennio Morricone
- Direction de la photographie : James A. Contner
- Montage : Alan Heim
- Sociétés de production : Warner Bros. Pictures
- Genre : comédie
- Durée : 90 minutes
- Dates de sortie
  - États-Unis : 25 septembre 1981
  - France : 15 juin 1983
- Affiche : Jouineau Bourduge (France)

## Distribution
- Ryan O'Neal (VF : Bernard Murat) : Bobby Fine
- Jack Warden (VF : Jacques Deschamps) : Jack
- Mariangela Melato (VF : Hélène Vallier) : Lira
- Richard Kiel (VF : Michel Barbey)  : Eddie
- Fred Gwynne (VF : Henri Poirier) : Chairman Lincoln
- Mike Kellin (VF : Philippe Dumat) : Sam Schlotzman
- David Rounds : le professeur McCarthy
- Joel Stedman : le professeur Yarnell
- Angela Pietropinto : Sylvia